# Милен Василев
Милен Атанасов Василев е български гросмайстор.

## Биография
Милен Василев е роден на 6 юни 1978 г. в Бургас. Той е международен майстор по шах от 2001 г. и гросмайстор от 2009 г.
Започва да играе на 6-годишна възраст, катго на 8 започва с професионална подготовка под ръководството на Т. Янков, както и да участва в състезания. През 1998 г. прави международния си дебют на световното първенство за юноши до 10 г. в Тимишоара, където до последния кръг участва активно в борбата за медалите и завършва разделяйки 4-5 място.